# The Rolling Stones, Now!
The Rolling Stones, Now! is het derde album van de band The Rolling Stones dat in de VS werd uitgegeven. Het is in 1965 uitgebracht door de Amerikaanse platenmaatschappij London Records.
Op het album staan zeven nummers van hun tweede in het Verenigd Koninkrijk uitgegeven album: The Rolling Stones No. 2 en sommige nummers die later zouden verschijnen op de VK-editie van de Stones' volgende album: Out of Our Heads, later in 1965.
Little Red Rooster was in het Verenigd Koninkrijk een nummer 1-hit.
Het nummer Surprise Surprise was afkomstig van The Lord's Taverners Charity Album, een album met nummers van diverse artiesten waarvan de opbrengst naar een liefdadig doel ging. In het Verenigd Koninkrijk verscheen het niet op een Rolling Stones-album tot 1989. Vier nummers op het album zijn zelf geschreven door Mick Jagger en Keith Richards.
The Rolling Stones, Now! wordt beschouwd als een sterk album en is een uitschieter ten opzichte van hun eerdere in de VS uitgegeven albums. The Rolling Stones, Now! bereikte nummer 5 in de VS en werd een gouden verkoper voor de Rolling Stones.
In 2003 stond het album op plaats 181 van Rolling Stone's lijst van de 500 beste albums aller tijden.
In augustus 2002 werd het album herdrukt en geremasterd en werd een sacd-Digi-pack, vervaardigd door ABKCO Records.

## Nummers

### Kant 1
1. Everybody Needs Somebody to Love (Solomon Burke/Bert Russell/Jerry Wexler) – 2:58
2. Down Home Girl (Jerry Leiber/Arthur Butler) – 4:12
3. You Can't Catch Me (Chuck Berry) – 3:39
4. Heart of Stone (Jagger/Richards) – 2:49
5. What a Shame (Jagger/Richards) – 3:05
6. Mona (I need you baby) (Ellas McDaniel) – 3:35

### Kant 2
1. Down the Road Apiece (Don Raye) – 2:55
2. Off the Hook (Jagger/Richards) – 2:34
3. Pain in my Heart (Naomi Neville) – 2:12
4. Oh Baby (We Got a Good Thing Goin') (Barbara Lynn Ozen) – 2:08
5. Little Red Rooster (Willie Dixon) – 3:05
6. Surprise, Surprise (Mick Jagger/Keith Richards) – 2:31

## Bezetting
- Mick Jagger - leadzang, mondharmonica, tamboerijn, percussie
- Keith Richards - gitaar, zang
- Brian Jones - gitaar, slaggitaar, slide-gitaar
- Charlie Watts - drums, percussie
- Bill Wyman - basgitaar, zang

## Hitlijsten
Album
| Jaar | Hitlijst             | Rang notering |
| ---- | -------------------- | ------------- |
| 1965 | Billboard Pop Albums | 5             |
| 1966 | Billboard Pop Albums | 49            |

Singles
| Jaar | Single             | Hitlijst                               | Rang notering |
| ---- | ------------------ | -------------------------------------- | ------------- |
| 1964 | Little Red Rooster | UK Top 50 Singles                      | 1             |
| 1965 | Heart Of Stone     | The Billboard Hot 100                  | 19            |
| 1965 | What A Shame       | The Billboard Hot 100 (Bubbling Under) | 124           |